# Tim Ball
Timothy Francis Ball (5 november 1938 – 24 september 2022) was een Canadese klimatoloog en professor, die sceptisch was over de theorie van de opwarming van de aarde door toedoen van de mens. Hij was leider van het Natural Resources Stewardship Project en het hoofd van de organisatie Friends of Science. Ook was hij adviseur van de International Climate Science Coalition.
Ball studeerde aan de Universiteit van Winnipeg (B.A.), de Universiteit van Manitoba (M.A., geografie) en de Queen Mary Universiteit in Londen (Ph.D. klimatologie). In zijn proefschrift analyseerde hij historische weergegevens van het noorden van Canada. Van 1973 tot 1996 gaf hij geografie aan de universiteit van Winnipeg. Ball kwam voor in de documentaire The Great Global Warming Swindle van Martin Durkin (2007). Na de hacking en openbaarmaking van e-mails en ander materiaal in de affaire die 'Climategate' ging heten, schreef Ball onder meer, dat het Intergovernmental Panel on Climate Change en Al Gore hun Nobelprijs voor de Vrede moeten inleveren.